# Paulo (subordinado de Belisário)
Paulo (em latim: Paulus) foi um oficial bizantino do século VI, ativo durante o reinado do imperador Justiniano (r. 527–565). Provavelmente era um oficial do séquito de Belisário responsável por pagar seus bucelários. Em novembro de 562, foi acusado por Sérgio de cumplicidade numa conspiração para matar Justiniano. Sob investigação de Procópio e outros altos oficiais, ele incriminou Belisário, uma evidência lida num "silêncio" (silentium) em 5 de dezembro.